# Fast Yellow AB
فست یلو آ-ب (به انگلیسی: Fast Yellow AB) با فرمول شیمیایی C12H11N3O6S2 یک ترکیب شیمیایی است. که جرم مولی آن ۳۵۷٫۳۶ g/mol می‌باشد. 